# Pustovitî, Kremenciuk
Pustovitî (în ucraineană Пустовіти) este un sat în comuna Omelnîk din raionul Kremenciuk, regiunea Poltava, Ucraina.

## Demografie
Componența lingvistică a localității Pustovitî
     Ucraineană (92,54%)
     Rusă (7,46%)
Conform recensământului din 2001, majoritatea populației localității Pustovitî era vorbitoare de ucraineană (92,54%), existând în minoritate și vorbitori de rusă (7,46%).